# Уряд Західноукраїнської Народної Республіки в екзилі
Уряд Західно-Української Народної Республіки в екзилі (на еміграції, у вигнанні) — керівний орган ЗУНР, який діяв у 1920-1923 поза межами Західної України через незгоду західноукраїнських політиків з політичним курсом УНР та польську агресію в Східній Галичині.

## Передумови

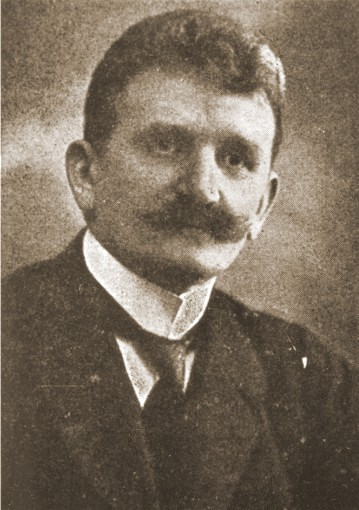
Євген Петрушевич, уповноважений диктатор ЗУНР

25 червня 1919 р. Найвища Рада Антанти (за іншими даними 29 червня), побоюючись наступу більшовиків за р. Збруч, погодилась на тимчасову окупацію польськими військами Східної Галичини, залишивши юридичні права над цією територією за союзними державами.
16 листопада 1919 р. Євген Петрушевич, полковник В. Вишиваний, група урядовців ЗУНР, сотня стрільців особистої охорони перетнули українсько-румунський кордон і згодом прибули до Відня.
21 листопада 1919 р. під тиском польської сторони було укладено «Договір між союзними державами і Польщею щодо Східної Галичини», за яким Галичина на 25 років входила до складу Польської держави, зберігаючи статус територіальної автономії. Після закінчення цього терміну статус цих земель мав визначатися шляхом самовизначення місцевого населення.
2 грудня 1919 року представники УНР та Польщі у Варшаві підписали проєкт декларації, за яким УНР віддавала Польщі Холмщину, Полісся, Підляшшя, Західну Волинь, Східну Галичину.
4 грудня 1919 року офіційна дипломатична делегація ЗУНР (С. Витвицький, А. Горбачевський, М.Новаківський) заявила посольству УНР у Варшаві та уряду Польської Республіки про денонсацію урядом ЗУНР Акту Злуки як протест проти таємних переговорів уряду УНР з урядом Польщі.
8 грудня 1919 р. Найвища Рада Антанти, визнавши східним кордоном лінію Керзона, юридично затвердила польську окупацію українських земель: Холмщини, Лемківщини, Підляшшя і Надсяння.
20 грудня 1919 року уповноважений диктатор ЗУНР Євген Петрушевич, перебуваючи у Відні, на нараді зі своїми прибічниками (які, не зважаючи на формальне приєднання до УНР, продовжували діяти як уряд ЗУНР) прийняли рішення про одностороннє скасування Акту Злуки.
1 серпня 1920 у Відні сформовано закордонний (екзильний) уряд Диктатора ЗУНР, головна мета якого — домагатися відновлення незалежності ЗУНР дипломатичними засобами.

## Персональний склад уряду
1. Євген Петрушевич — уповноважений диктатор ЗУНР;
2. Степан Витвицький — секретар закордонних справ ЗУНР;
3. Кость Левицький — секретар політичної пропаганди ЗУНР;
4. Йосип Ганінчак — секретар внутрішніх справ та судівництва ЗУНР;
5. Володимир Сінгалевич — секретар фінансів і торгівлі ЗУНР

Було сформовано також дорадчу раду, до якої входило 7 членів Національної Ради.
11 серпня до складу уряду додатково було включено Романа Перфецького — як референта краю.
У 1921 році уряд зазнав персональних змін. Кость Левицький обійняв керівництво закордонними справами, а секретарем політичної пропаганди став Осип Назарук. Внутрішні справи перейшли у відомство Романа Перфецького.

## Діяльність
Робота екзильного уряду ЗУНР обмежувалася здебільшого дипломатичною діяльністю. Перед Лігою Націй, Найвищою Радою і Радою Послів держав Антанти постійно намагалися поставити питання про ліквідацію польського окупаційного режиму на території республіки і відновлення незалежності ЗУНР. З цією метою в Париж був відправлений керівник зовнішньополітичного відомства Степан Витвицький .
Однак лідери країн Антанти, зацікавлені в існуванні сильної Польської держави як противаги Радянській Росії, не наважувалися прийняти справедливе рішення стосовно цієї проблеми.
У березні 1921 р. делегація ЗУНР (Кость Левицький, Ернест Брайтер, Осип Назарук, Лука Мишуга) висловила рішучий протест проти укладення Ризького мирного договору 1921 р.
1921 року Рада Ліги Націй прийняла ухвалу про організацію в 1922 р. міжнародної конференції з проблеми міжнародно-правового статусу Галичини.
23 червня 1921 року на підставі декрету Євгена Петрушевича уряд ЗУНР в екзилі ініціював проєкт під назвою «Позичка національної оборони», спрямований на залучення фондів від населення та діаспори США і Канади шляхом випуску однойменних облігацій. Кошти в сумі 138 000 американських доларів, зібрані в рамках «Позички» фінансово-торгівельним відділом дипломатичного представництва ЗУНР у США та Канаді, були передані уряду ЗУНР у Відні. Звідти вони розподілялися між посольствами та дипломатичними представництвами в столицях Європи, зокрема в Берліні, Будапешті, Празі, Римі (Ватикані), Парижі, а також у Бразилії. Ці кошти також використовувалися для надання допомоги полоненим, біженцям-репатріантам, сиротам і вдовам. Зібрані кошти повністю забезпечували всі потреби екзильного уряду ЗУНР аж до рішення Ради послів держав Антанти щодо східних кордонів Польщі у 1923 році.
У квітні-травні 1922 р. питання про долю окупованих Польщею українських земель обговорювалось на Генуезькій конференції.
14 березня 1923 р. на засіданні Ради Послів держав Антанти були визнані фактичні кордони Польщі на Сході з умовою надання автономії для Східної Галичини. Намагаючись змінити рішення Ради Послів, з Раймоном Пуанкаре зустрічався митрополит Андрей Шептицький, але безрезультатно.
15 березня 1923 р. (на наступний день після Рішення Ради послів держав Антанти) екзильний уряд ЗУНР припинив існування.
Спроб переходу від дипломатичної діяльності до організації партизансько-повстанський дій екзильний уряд ЗУНР не робив.
30 квітня 1923 р. Петрушевич запропонував представникам Ліги Націй в Женеві проєкт під назвою «Основи державного ладу Галицької Республіки», що передбачав утворення на території Східної Галичини нового державного утворення - Галицької республіки, де державними націями планувалося визнати українську, польську і єврейську. Не зважаючи, що окрім Ліги Націй, він був розісланий також до керівників США та ще ряду країн, жодної підтримки він так і не знайшов.